# شهرستان داولکانوفسکی
شهرستان داولکانوفسکی (به لاتین: Davlekanovsky District) یک شهرستان در روسیه است که در باشقیرستان واقع شده‌است.